# Cheiropachus juglandis
Cheiropachus juglandis är en stekelart som beskrevs av Yang 1996. Cheiropachus juglandis ingår i släktet Cheiropachus och familjen puppglanssteklar. Inga underarter finns listade i Catalogue of Life.